# اکسید تیتانیوم (II)
اکسید تیتانیوم(II) (به انگلیسی: Titanium(II) oxide) با فرمول شیمیایی TiO یک ترکیب شیمیایی است. که جرم مولی آن 63.866 g/mol می‌باشد. شکل ظاهری این ترکیب، بلورهای برنزی است.